# Colobothea cassandra
Colobothea cassandra är en skalbaggsart som först beskrevs av Johan Wilhelm Dalman 1823.  Colobothea cassandra ingår i släktet Colobothea och familjen långhorningar.
Artens utbredningsområde är Paraguay. Inga underarter finns listade i Catalogue of Life.